# Paul Sarrasin
Pour les articles homonymes, voir Sarrasin.
 (novembre 2014).
Paul Sarrasin, né le 7 mars 1963 à Arvida, Québec, est un acteur et animateur de radio canadien.

## Biographie
Il est originaire d'Arvida, située dans la région du Saguenay au Québec, est animateur de radio et de télévision, et doubleur au cinéma.
Il anime diverses émissions de télévision communautaire sur les ondes d'une station locale du nom de Télésag de 1984 à 1987 en plus d'être disque-jockey dans différents bars de la région.
C'est en 1987, à l'âge de 23 ans, qu'il est recruté par la chaine de vidéoclip, MusiquePlus alors âgée de quatre mois.
Il devient ainsi le quatrième VJ (vidéo-jockey) à apparaître sur les ondes de la station de télévision québécoise.
Il devient animateur de la désormais mythique émission SolidRok, première émission de musique métal de l'histoire télévisuelle québécoise.
Il est également l'hôte du Combat Des Clips ainsi que narrateur du palmarès de la station, le décompte Coca-Cola.
Il devient entre-temps l'animateur du décompte CKOI sur les ondes de la station de radio du même nom.
Il effectue une tournée mondiale avec une dizaine de gagnants d'un concours nommé La tournée mondiale Budweiser à MusiquePlus et parcourt ainsi le monde en 21 jours. Il interviewe notamment Cyndi Lauper dans la ville d'Hiroshima au Japon.
L'une de ses plus célèbres entrevues relate sa rencontre avec le mythique bassiste et chanteur rock Gene Simmons du groupe Kiss.
Cette rencontre s'était soldée par le départ impromptu et sans aucune explications de l'homme à la langue de 7 pouces.
Paul Sarrasin lance un album de chansons originales sur étiquette PGC (Productions Guy Cloutier) en 1993.
L'artiste se voit imposer une chanson par le producteur en fin de production ayant pour titre Blue Jeans Sur La Plage dont l'homme d'affaires vient d'acquérir les droits au même moment. Le producteur lance d'ailleurs ce premier titre en guise de carte de visite. L'aventure musicale connait de ce fait un très mauvais départ et devient ainsi le premier épisode d'une série de revers pour l'artiste.
En plus de perdre son contrat de disque pour faible rendement commercial, il se voit licencié de son travail d'animateur à MusiquePlus. Du même coup, les décideurs de la station CKOI fm le retirent de ses ondes.
C'est le début d'une période sombre pour l'artiste qui durera pendant 6 ans, période pendant laquelle il connait la pauvreté.
Il devient éventuellement la voix officielle du réseau privé TQS ou il travaillera pendant 9 ans.
En 1999, il rencontre le bouddhisme, pratique spirituelle qui redonne à Paul Sarrasin le goût de continuer son cheminement de vie. Il décide ainsi d'étudier le théâtre auprès de Danielle Fichaud et termine 4 sessions en doublage au Conservatoire d'art dramatique de Montréal.
Il commence ainsi une nouvelle carrière en doublage en 2000, ou il travaille à titre de comédien d'ambiances. Lentement, il se voit confier des rôles de plus en plus importants jusqu'à l'obtention en 2010, d'un rôle de premier plan dans la série britannique Hôtel Babylone, y incarnant la voix du concierge, Tony Casemore. Il incarne également la voix française de Tom Hardy dans le film Inception en 2010 et dans le long métrage Guerrier en 2011.
Durant la même année, l'acteur décroche deux rôles dans la série animée Dans L'Canyon diffusée sur Télétoon dans laquelle il incarne les voix de Norman et de Fernand.
Il est également la voix derrière les artistes anglophones de l'émission Tout Le Monde En Parle de Radio Canada pour sa diffusion radio.
Paul Sarrasin participe maintenant à plusieurs émissions de télévision en tant que narrateur et comédien.

## Doublage

### Cinéma

#### Films
- Tom Hardy dans :
  - La Chute du faucon noir (2001) : Lance Twombly
  - Star Trek : Nemesis (2002) : le préteur Shinzon
  - Rock et escrocs (2008) : Bob « Gueule d'Ange »
  - Origine (2010) : Eames, le faussaire
  - Guerrier (2011) : Tommy Conlon
  - C'est la guerre (2012) : Tuck Henson
  - L'Ascension du Chevalier Noir (2012) : Bane
  - Sans loi (2012) : Forrest Bondurant
  - Le Revenant (2015) : John Fitzgerald
  - Mad Max : La Route du chaos (2015) : Max Rockatansky
  - Légende (2015) : Ronald « Ronnie » Kray / Reginald « Reggie » Kray
  - Dunkerque (2017) : Farrier, pilote de la Royal Air Force
  - Venom (2018) : Eddie Brock / Venom
  - Venom: Ça va être un carnage (2021) : Eddie Brock / Venom
  - Spider-Man : Sans retour (2021) : Eddie Brock / Venom
  - Les motards (2024) : Johnny Davis
- Jack Davenport dans :
  - Pirates des Caraïbes : La Malédiction de la Perle noire (2003) : James Norrington
  - Pirates des Caraïbes : Le Coffre du mort (2006) : James Norrington
  - Pirates des Caraïbes : Jusqu'au bout du monde (2007) : James Norrington
  - Kingsman : Services secrets (2015) : James Spencer / Lancelot
- Zack Ward  dans :
  - Anne… la maison aux pignons verts (1985) : Moody Spurgeon
  - Anne… la maison au pignons vert : La Suite (1987) : Moody Spurgeon
  - Anne… la maison aux pignons verts : Les Années de tourmente (2000) : Moody Spurgeon
- Jared Leto dans :
  - Déroute (2002) : Jack Hayes
  - Alexandre (2004) : Héphaestion
- Kevin Corrigan dans :
  - Supermalades (2007) : Mark
  - Ananas Express (2008) : Budlofsky
- Warwick Davis dans :
  - Harry Potter et les Reliques de la Mort, partie 1 (2010) : Gripsec le gobelin
  - Harry Potter et les Reliques de la Mort, partie 2 (2011) : Gripsec le gobelin
- Michael Rooker dans :
  - Les Gardiens de la Galaxie (2014) : Yondu Udonta
  - Les Gardiens de la Galaxie Vol. 2 (2017) : Yondu Udonta
- 1999 : Infiltration : Frisco (Gano Grills)
- 2001 : Harry Potter à l'école des sorciers : Gripsec le gobelin (Verne Troyer)
- 2002 : Un amour absolu : Pete (Daniel Wyllie)
- 2002 : Une ville près de la mer : Rossi (Nestor Serrano)
- 2003 : Blonde et légale 2 : Rouge, blanc et blonde : Timothy McGinn (J Barton)
- 2003 : Lara Croft : Tomb Raider, le berceau de la vie : l'agent Stevens (Robert Cavanah)
- 2003 : Le Traqueur : un inconnu dans la boîte de nuit (Arnold Schwarzenegger)
- 2004 : Le Retour du nouveau voisin : Zevo (Johnny Messner)
- 2004 : Méchantes Ados : Aaron Samuels (Jonathan Bennett)
- 2004 : Drôles de blondes : Agent Vincent Gomez (Eddie Velez)
- 2004 : Le Roi Arthur : Jols (Sean Gilder)
- 2004 : Les Sentinelles de l'air : John Tracy (Lex Shrapnel (en))
- 2004 : Vengeance en pyjama : Steve (Sean Faris)
- 2005 : Sois cool : Hy Gordon (Paul Adelstein)
- 2005 : La vie secrète de Daltry Calhoun : Frankie Strunk (Kick Gurry)
- 2005 : Doom : le soldat Mark « le Kid » Dantalian (Al Weaver)
- 2005 : Rent : Roger Davis (Adam Pascal)
- 2005 : King Kong : monsieur Hayes (Evan Parke)
- 2006 : 300 : Théron (Dominic West)
- 2006 : Dans la mire du pouvoir : Comédien maigre (Dominic Coleman)
- 2008 : Pathologie : Dr Jake Gallo (Michael Weston)
- 2008 : Gran Torino : Duke (Cory Hardrict)
- 2009 : La dernière chance d'Harvey : Peter Turner (Michael Landes)
- 2009 : L'Agent provocateur : Matt Yuen (Matthew Yuan)
- 2009 : Ennemis publics : Walter Dietrich (James Russo)
- 2011 : Sans abri, sans merci : Logan (Robb Wells)
- 2011 : Les Chiens de pailles : Norman (Rhys Coiro)
- 2011 : Tueur d'élite : Martin (Ben Mendelsohn)
- 2011 : La Veille du Nouvel An : Daniel Jensen (Jon Bon Jovi)
- 2011 : La Dénonciation : Jan Van Der Velde (Nikolaj Lie Kaas)
- 2012 : Le corbeau : Ivan (Sam Hazeldine)
- 2012 : Bataille navale : le capitaine de vaisseau Yugi Nagata (Tadanobu Asano)
- 2012 : Ça, c'est mon gars : Vanilla Ice (lui-même)
- 2013 : Le Stage : M. Chetty (Aasif Mandvi)
- 2013 : La Cité des ténèbres : La Coupe Mortelle : Samuel Blackwell (Robert Maillet)
- 2013 : La Malédiction de Chucky : Ian (Brennan Elliott)
- 2013 : Le Tombeau : Javed (Faran Tahir)
- 2013 : Le Loup de Wall Street : Robbie Feiberg (Brian Sacca)
- 2014 : Tammy : Bobby (Mark Duplass)
- 2015 : Charlie Mortdecai : le commissaire-priseur (Nicholas Farrell)
- 2015 : Le Spa à remonter dans le temps 2 : Brad (Kumail Nanjiani)
- 2015 : Messe noire : Fred Wyshak (Corey Stoll)
- 2015 : Hunger Games: La Révolte - Dernière partie : Antonius (Robert Knepper)
- 2015 : Au cœur de l'océan : Seth Weeks (Nick Tabone)
- 2015 : Paul Blart 2 : Super Vigile à Las Vegas : Eduardo Furtillo (Eduardo Verástegui)
- 2016 : L'Escadron suicide : Floyd Lawton / Deadshot (Will Smith)
- 2016 : Docteur Strange : l'infirmier Billy (Adam Pelta-Pauls)
- 2017 : John Wick : Chapitre 2 : Santino D'Antonio (Riccardo Scamarcio)
- 2017 : The Professional : Metzger (Martin Compston)
- 2017 : Jumanji : Bienvenue dans la jungle : le père d'Alex, vieux (Tim Matheson)
- 2018 : Cours du soir : Jaylen (Romany Malco)
- 2018 : Holmes & Watson : Gustav Klinger (Steve Coogan)
- 2019 : L'Incroyable Aventure de Bella : Chuck (John Cassini (en))
- 2019 : Phénix Noir : Dr John Grey (Scott Shepherd)
- 2021 : Fast and Furious 9 : Twinkie (Shad Moss)
- 2022 : Treize Vies : Narongsak Osatanakorn (Sahajak Boonthanakit)

#### Films d'animation
- 1989 : Tous les chiens vont au paradis : le roi Gator
- 2002 : Cendrillon 2 : La Magie des rêves : voix additionnelles
- 2004 : Escouade américaine : Police du monde : Joe
- 2005 : Petit Poulet : voix additionnelles
- 2007 : Cendrillon 3 : Les Hasards du temps : voix additionnelles
- 2007 : Ratatouille : François
- 2008 : Les Rebelles de la forêt 2 : Buddy
- 2009 : Là-haut : Strauch, le responsable du Club des Explorateurs
- 2009 : La Princesse et la Grenouille : voix additionnelles
- 2011 : Les Petits Pieds du bonheur 2 : Seymour
- 2013 : L'Université des monstres : l'arbitre
- 2015 : En route ! : Boov
- 2017 : Les Aventures du Capitaine Bobette, le film : M. Boussole
- 2018 : Les Incroyables 2 : Krushauer
- 2018 : Ralph brise l'Internet : Encanteur / un stormtrooper
- 2022 : Alerte rouge : voix additionnelles

### Télévision

#### Séries télévisées
- 2007-2009 : Hôtel Babylon : Tony Casemore (Dexter Fletcher)
- 2010-2011 : Majeurs et mariés : le réfugié (Carl Alacchi)
- 2015-2017 : Solitaire : Lloyd (Jonathan Holmes)
- 2015-2018 : Retour à Cedar Cove : Cliff Harting (Sebastian Spence)
- depuis 2019 : Le Fardeau de la preuve : Sam Mercer (Paul Braunstein)

#### Séries télévisées d'animation
- 2004-2006 : Le roi, c'est moi : ?
- 2005-2007 : Star ou Boucher : Dan Boucher (chant)
- 2008 : Blaise le blasé : Anémone Sanschagrin
- 2008-2009 : Le Monde de Quest : Kaos
- 2009-2011 : Jimmy l'Intrépide : Molotov
- 2010-2011 : Célibataire cherche : Capitaine Steiner
- 2011-2013 : Dans l'canyon : Norm / Fernand
- 2011-2015 : Les Chroniques de Matt Hatter : Teneroc
- 2013-2015 : Zoubi Doubi : ?
- 2014-2015 : Dr. Pantastique : Crâne de cristal
- 2014-2017 : Star Wars Rebelles : Bail Organa
- 2015-2017 : Ella l'éléphant : Capitaine Kelp